# Abdullah Balideh
Abdullah Balideh (Doha, 1970. február 14. –) katari nemzetközi labdarúgó-játékvezető. Teljes neve Abdullah Dor Mohammad Balideh Baloushi.

## Pályafutása

### Nemzeti játékvezetés
Játékvezetésből Dohában vizsgázott. Vizsgáját követően a Dohai Labdarúgó-szövetség által üzemeltetett labdarúgó bajnokságokban kezdte sportszolgálatát. A Katari Labdarúgó-szövetség Játékvezető Bizottsága (JB) minősítésével 2003-tól a Qatar Stars League bírója. Küldési gyakorlat szerint rendszeres 4. bírói szolgálatot is végzett. A nemzeti játékvezetéstől 2015-ben visszavonult.

### Nemzetközi játékvezetés
A Katari labdarúgó-szövetség JB terjesztette fel nemzetközi játékvezetőnek, a Nemzetközi Labdarúgó-szövetség (FIFA) 2005-től tartotta nyilván bírói keretében. A FIFA JB központi nyelvei közül az angolt beszéli. AFC JB besorolás szerint elit kategóriás bíró. Több nemzetek közötti válogatott, valamint AFC-bajnokok ligája klubmérkőzést vezetett, vagy működő társának 4. bíróként segített. A nemzetközi játékvezetéstől 2015-ben a FIFA 45 éves korhatárát elérve búcsúzott.

#### Labdarúgó-világbajnokság
A 2010-es labdarúgó-világbajnokságon, illetve a 2014-es labdarúgó-világbajnokságon a FIFA JB bíróként alkalmazta. Selejtező mérkőzéseket az AFC zónában vezetett.

##### 2010-es labdarúgó-világbajnokság
| Időpont           | Helyszín                   | Mérkőzés típusa                       | Mérkőzés                          | Eredmény | Nézők száma |
| ----------------- | -------------------------- | ------------------------------------- | --------------------------------- | -------- | ----------- |
| 2007. október 28. | KLFA Stadion, Kuala Lumpur | előselejtező (1. forduló)             | Mianmar–Kína                      | 0 – 4    | 200         |
| 2009. június 6.   | Al-Maktoum Stadion, Dubaj  | előselejtező (B. csoport; 2. forduló) | Egyesült Arab Emírségek–Dél-Korea | 0 – 2    | 4000        |

##### 2014-es labdarúgó-világbajnokság
| Időpont              | Helyszín                              | Mérkőzés típusa           | Mérkőzés                               | Eredmény | Nézők száma |
| -------------------- | ------------------------------------- | ------------------------- | -------------------------------------- | -------- | ----------- |
| 2011. július 23.     | Pakhtakor Markaziy Stadion, Taskent   | előselejtező (2. forduló) | Üzbegisztán–Kirgizisztán               | 4 – 0    | 20 257      |
| 2011. szeptember 2.  | Stadion, Brisbane                     | előselejtező (3. forduló) | Ausztrália–Thaiföld                    | 2 – 1    | 24 540      |
| 2011. november 15.   | Jalan Besar Stadion, Szingapúr        | előselejtező (3. forduló) | Szingapúr–Kínai labdarúgó-válogatott   | 0 – 4    | 5474        |
| 2012. február 29.    | Toyota Stadion, Toyota                | előselejtező (3. forduló) | Japán–Üzbég labdarúgó-válogatott       | 0 – 1    | 42 720      |
| 2012. szeptember 11. | King Abdullah Stadion, Ammán          | előselejtező (4. forduló) | Jordánia–Ausztrál labdarúgó-válogatott | 2 – 1    | 16 000      |
| 2011. november 14.   | Sultan Qaboos Sports Stadion, Maszkat | előselejtező (4. forduló) | Omán–Japán labdarúgó-válogatott        | 1 – 2    | 28 360      |

#### Ázsia-kupa
A 2011-es Ázsia-kupán, valamint a ]2015-ös Ázsia-kupán az Ázsiai Labdarúgó-szövetség (AFC) JB hivatalnokként alkalmazta.

##### 2011-es Ázsia-kupa
| Időpont            | Helyszín                     | Mérkőzés típusa           | Mérkőzés                                                       | Eredmény | Nézők száma |
| ------------------ | ---------------------------- | ------------------------- | -------------------------------------------------------------- | -------- | ----------- |
| 2009. január 28.   | Nemzetközi Stadion, Szidón   | előselejtező (D. csoport) | Libanon–Szíria                                                 | 0 – 2    | 300         |
| 2009. november 18. | Rajamangala Stadion, Bangkok | előselejtező (E. csoport) | Thaiföldi labdarúgó-válogatott–Szingapúri labdarúgó-válogatott | 0 – 1    | 38 000      |
| 2010. január 6.    | Nemzeti Stadion, Isa Town    | előselejtező (A. csoport) | Bahrein–Hongkong                                               | 4 – 0    | 1550        |
| 2010. március 3.   | Azadi Stadion, Teherán       | előselejtező (4. csoport) | Irán–Thaiföldi labdarúgó-válogatott                            | 1 – 0    | 17 000      |

##### 2015-ös Ázsia-kupa
| Időpont           | Helyszín               | Mérkőzés típusa           | Mérkőzés                                                  | Eredmény | Nézők száma |
| ----------------- | ---------------------- | ------------------------- | --------------------------------------------------------- | -------- | ----------- |
| 2013. október 15. | Azadi Stadion, Teherán | előselejtező (B. csoport) | Iráni labdarúgó-válogatott–Thaiföldi labdarúgó-válogatott | 2 – 1    | 17 330      |

#### Arab Nemzetek Kupája
| Időpont          | Helyszín                                   | Mérkőzés típusa              | Mérkőzés                              | Eredmény |
| ---------------- | ------------------------------------------ | ---------------------------- | ------------------------------------- | -------- |
| 2012. június 23. | Prince Abdullah Al Faisal Stadion, Dzsidda | csoportmérkőzés (B. csoport) | Marokkó–Bahreini labdarúgó-válogatott | 4 – 0    |
| 2012. június 27. | Prince Abdullah Al Faisal Stadion, Jeddah  | csoportmérkőzés (C. csoport) | Irak–Egyiptom                         | 2 – 1    |

##### Ázsiai olimpiai játékok

###### 2006-évi labdarúgó-játékok
| Időpont            | Helyszín                        | Mérkőzés típusa                        | Mérkőzés               | Eredmény |
| ------------------ | ------------------------------- | -------------------------------------- | ---------------------- | -------- |
| 2006. november 18. | Városi Stadion, Al Wakrah       | csoportmérkőzés (A. csoport; első kör) | Jordánia–Tádzsikisztán | 0 – 0    |
| 2006. november 21. | Hamad bin Khalifa Stadion, Doha | csoportmérkőzés (B. csoport)           | Irak–Szingapúr         | 2 – 0    |
| 2006. december 2.  | Grand Hamad Stadion, Doha       | csoportmérkőzés (B. csoport)           | Vietnam–Dél-Korea      | 0 – 2    |

###### Pan Arab Játékok
A 2011-es Pan Arab Játékokon az AFC JB bíróként vette igénybe szolgálatát.
| Időpont            | Helyszín                       | Mérkőzés típusa              | Mérkőzés                                                  | Eredmény |
| ------------------ | ------------------------------ | ---------------------------- | --------------------------------------------------------- | -------- |
| 2011. december 11. | Thani bin Jassim Stadion, Doha | csoportmérkőzés (C. csoport) | Líbia–Szudán                                              | 1 – 1    |
| 2011. december 23. | Jassim Bin Hamad Stadion, Doha | döntő                        | Bahreini labdarúgó-válogatott–Jordán labdarúgó-válogatott | 1 – 0    |

#### Gulf Kupa
| Időpont            | Helyszín                              | Mérkőzés típusa              | Mérkőzés                                                                    | Eredmény |
| ------------------ | ------------------------------------- | ---------------------------- | --------------------------------------------------------------------------- | -------- |
| 2014. november 17. | Prince Faisal bin Fahd Stadion, Rijád | csoportmérkőzés (B. csoport) | Iraki labdarúgó-válogatott–Ománi labdarúgó-válogatott                       | 1 – 1    |
| 2014. november 25. | Prince Faisal bin Fahd Stadion, Rijád | bronzmérkőzés                | Egyesült arab emírségekbeli labdarúgó-válogatott–Ománi labdarúgó-válogatott | 1 – 0    |